# 1º Reggimento "San Marco"

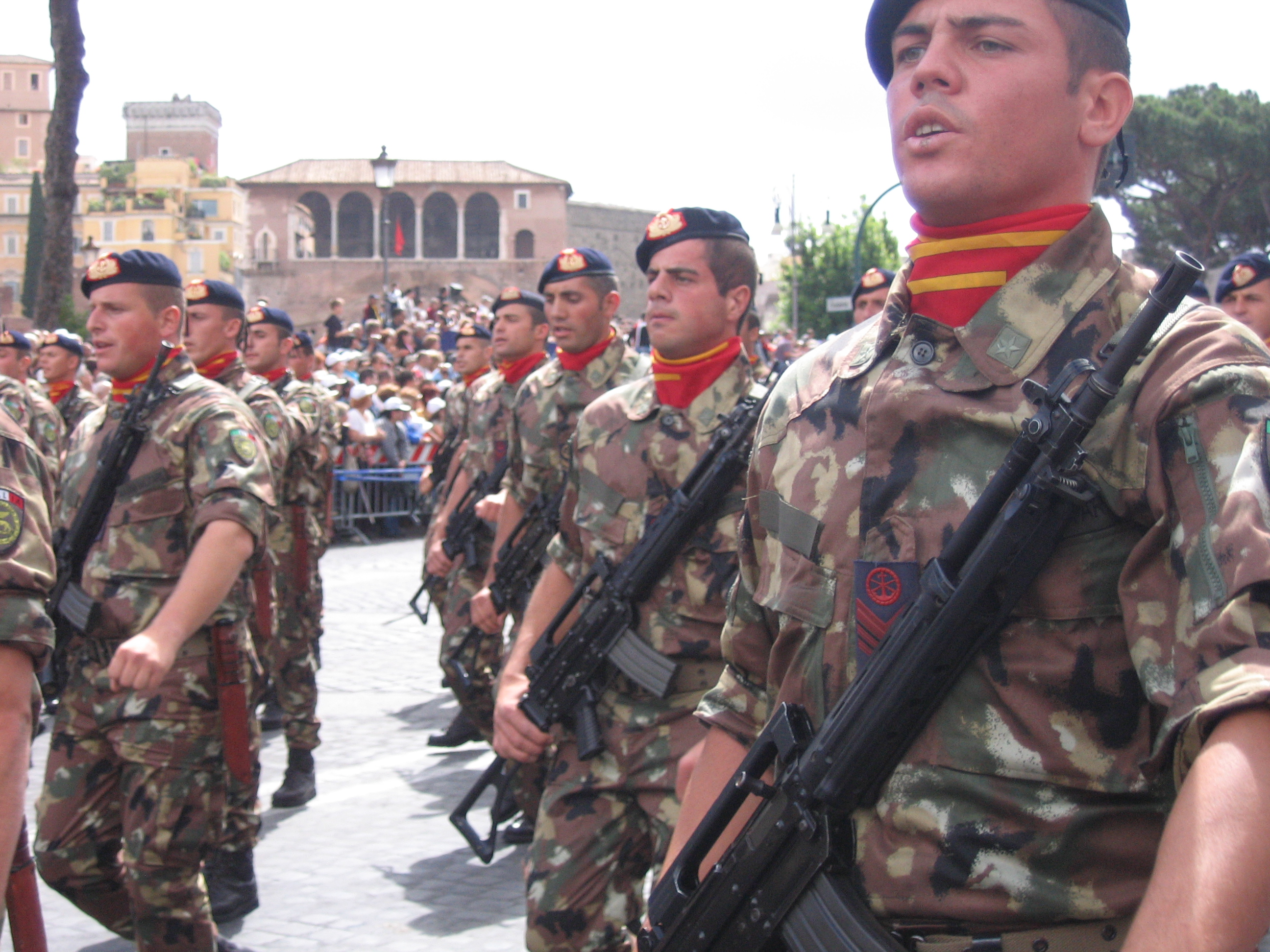
Gli uomini del "San Marco" alla parata militare di Roma, 2 giugno 2007

Il 1º Reggimento “San Marco” è un'Unità militare di Fanteria di Marina della Marina Militare italiana, istituita ufficialmente nel 1919 quando, il 25 marzo di quell'anno, adottò la denominazione "San Marco".
Nel corso dei decenni gli uomini del San Marco, chiamati anche «marò» (dall'abbreviazione burocratica scritta «mar.o» per «marinaio»), sono stati di volta in volta organizzati in Battaglione o in Reggimento. Il motto del Reggimento, «Per mare, per terram», è il medesimo dei Royal Marines britannici.
Dal 1º marzo 2013 il Reparto ridenominato il 1º Reggimento "San Marco", insieme al 2º e al 3º Reggimento, al Battaglione Scuole Caorle e al Gruppo mezzi da sbarco, costituisce la Brigata Marina "San Marco", ossia la Forza da sbarco della Marina Militare.
È l'unico Reggimento delle Forze Armate Italiane in Composizione Ternaria (basato cioè su tre Battaglioni).

## Storia

### Dalle origini al Risorgimento
Le fanterie di Marina hanno sempre rappresentato una componente essenziale della capacità marittima italiana e un elemento fondamentale della politica estera della nazione, ogni qualvolta essa abbia dovuto trovare applicazione nell'uso dello strumento marittimo.
Volendo identificare una primogenitura questa può essere fatta risalire al 260 a.C. e all'episodio che vide vittorioso protagonista Gaio Duilio, che nel corso della prima guerra punica affronta i Cartaginesi nelle acque di Mylae (Milazzo). Le cento quinqueremi e le venti triremi romane sconfiggono le avversarie grazie all'impiego dei classiarii milites (ossia i soldati della flotta), che balzano d'impeto sulle navi nemiche per averne ragione.
Il Reggimento San Marco trae plurime origini dalle numerose fanterie di Marina che si sono succedute già negli Stati preunitari, e dal XVI secolo si registra la presenza di aliquote organiche di fanteria di marina sugli opposti versanti della penisola.
Nella Repubblica di Venezia, sulla scia dell'esperienza delle fanterie della Serenissima imbarcate sulle navi, vengono creati nel 1550 in maniera stabile i Fanti da Mar, mille uomini (portati in guerra a cinquemila) con i quali si intende costituire una milizia stabile, da impiegare nel combattimento navale e nelle operazioni di sbarco. Di norma, ogni nave dovrà imbarcarne solo una trentina, ma all'assedio di Castelnuovo durante la guerra di Morea nel 1687, quattromila Fanti da mar impiegati in massa saranno i protagonisti della vittoria.
Il Ducato di Savoia dà vita, intorno al 1560, al Battaglione delle Galere, che tra l'altro ha il compito di proteggere le coste ducali dalle scorrerie dei pirati e che si annovera tra i partecipanti della battaglia di Lepanto. Nel 1735 nacque anche nel Regno di Napoli il Battaglione di Marina delle navi e galere.

#### Nel regno di Sardegna
Nel Ducato di Savoia, dieci compagnie di fanti create per iniziativa del duca Carlo Emanuele II per servire sulle galee ducali, vengono portate a quindici, nel 1683, per confluire nel 1713 nel neocostituito Reggimento «La Marina» del Regno di Sicilia savoiardo, dopo che questi l'aveva ottenuto dalla Spagna, a titolo di conquista, con la firma del trattato di Utrecht. È la prima operazione da sbarco del reggimento, che viene completato nel 1717 inglobando il Battaglione delle Galere.
Il Reggimento La Marina possiede ora tutti i caratteri d'un corpo scelto; ne offre prova già l'anno successivo a Palermo, allorché cinque sue compagnie respingono bravamente l'assalto di preponderanti forze spagnole, sbarcate di sorpresa, mantenendo l'isola al nuovo Re di Sicilia. 
I Savoia devono però abbandonare l'isola per il Regno di Sardegna nel 1720.
Dal 1792 al 1796 il Reggimento combatté contro le forze napoleoniche in Liguria, ottenendo grandi meriti nella difesa di Oneglia, nonostante alla fine la guerra risultasse persa.
Il 26 gennaio 1815 il Reggimento "La Marina" fu inserito nella costituita Brigata di Marina della Marina Sarda, che al reggimento di marinai aggiungeva un reggimento di fanteria. Con questa composizione, la formazione partecipò nel 1848 alla prima guerra di indipendenza, facendosi onore nelle battaglie di Novara, Goito, Pastrengo e Peschiera. Fu rinominato dapprima Battaglione "Real Navi", poi temporaneamente sciolto e infine ricostituito, dietro volontà di Camillo Benso conte di Cavour, a partire dal 1861 come Fanteria "Real Marina" della Regia Marina.

### Battaglia di Lissa

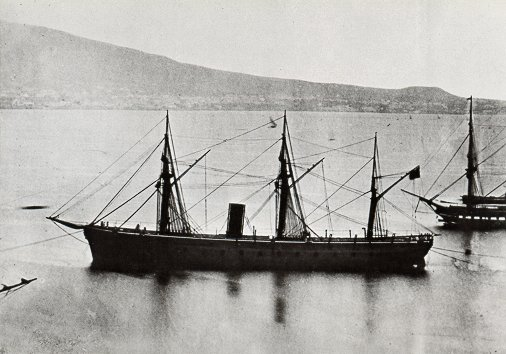
Il Re di Portogallo gemella del Re d'Italia, ammiraglia di Persano durante la battaglia di Lissa.

Costituito in quest'ultima fase come una forza congiunta di due reggimenti, uno di bersaglieri e uno di marina (entrambi condividevano l'addestramento e l'uniforme con quello dei bersaglieri, fatte salve le mostrine), partecipò alla terza guerra di indipendenza, distinguendosi nella battaglia di Lissa: il 17 luglio 1866 gli uomini del reparto «Real Marina» avrebbero dovuto effettuare uno sbarco con una forza di 3.000 uomini, dopo essere stati scortati in loco dalla squadra navale di 33 vascelli dell'ammiraglio Carlo Persano. Le forze di presidio sull'isola fecero ritardare lo sbarco; la flottiglia italiana, partita mancante della nuova e temutissima corazzata Affondatore, si trovò a dover attendere per ben due giorni lo sbarco, finché si avvicinò alla squadra la flotta dell'ammiraglio Wilhelm von Tegetthoff.
Durante la battaglia i fucilieri della brigata resistettero continuando a sparare dalle alberature anche quando la loro ammiraglia, la Re d'Italia fu affondata: uccisero in questo frangente oltre 80 uomini sull'ammiraglia avversaria, suscitando l'ammirazione persino di von Tegetthoff. Dopo un duro scontro, le forze italiane si ritirarono. Il reggimento fu poi schierato a Palermo per sedare la rivolta della città, subendo numerose perdite.
Il Corpo di Fanteria Real Marina fu abolito nel 1878 come arma, per volere del generale Benedetto Brin.
In questi ultimi anni la brigata aveva affinato la propria identità di «truppa da sbarco». All'interno delle varie unità della Marina continuò di fatto ad esistere come specializzazione quella del «fuciliere», marinai in forza alle singole navi particolarmente abili col moschetto, ma senza che vi fosse un corpo che organizzasse queste forze. Sulle navi principali si costituirono vere e proprie «unità speciali», che affiancavano al lavoro di marineria la capacità di combattimento a terra. Si trattava di compagnie comprendenti soldati, minatori e persino artiglierie.

### Prime operazioni internazionali
Nel 1879 questi fanti di marina combatterono in Tunisia, e nel 1889 furono impiegati sull'isola di Creta.

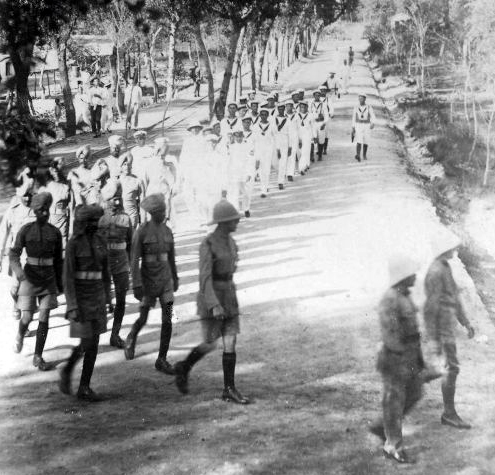
1900: Battaglione di fanti di marina italiani in marcia a Tientsin.

Nel 1900 un contingente della Fanteria "Real Marina" fu dispiegato in Cina, per contribuire a contrastare la rivolta dei Boxer. Gli uomini del contingente operarono in un gruppo di forze internazionali, alla guida del sottotenente di vascello Ermanno Carlotto, cercando di mantenere aperti i collegamenti tra Tientsin e Pechino. Il 27 giugno il sottotenente Carlotto perì per via di ferite di combattimento, e la caserma cinese delle forze italiane fu a lui intitolata.
Il 14 agosto le forze internazionali, tra cui il contingente italiano, marciarono su Pechino, scacciando i rivoltosi, e nell'autunno la forza militare era già sufficientemente attestata per costituire un governo provvisorio. In cambio dell'intervento l'Italia ottenne dal 1902 una concessione commerciale. Inoltre, all'Italia veniva riconosciuto il diritto ad avere una legazione a Pechino, la concessione di Tientsin, nel forte di Shan hai kwan. Inoltre, le fu concesso l'uso del porto di Ta ku. Carlotto fu insignito della Medaglia d'Oro al Valor Militare, e il suo nome fu assegnato ad una cannoniera, impiegata anch'essa più di vent'anni dopo nel teatro cinese.

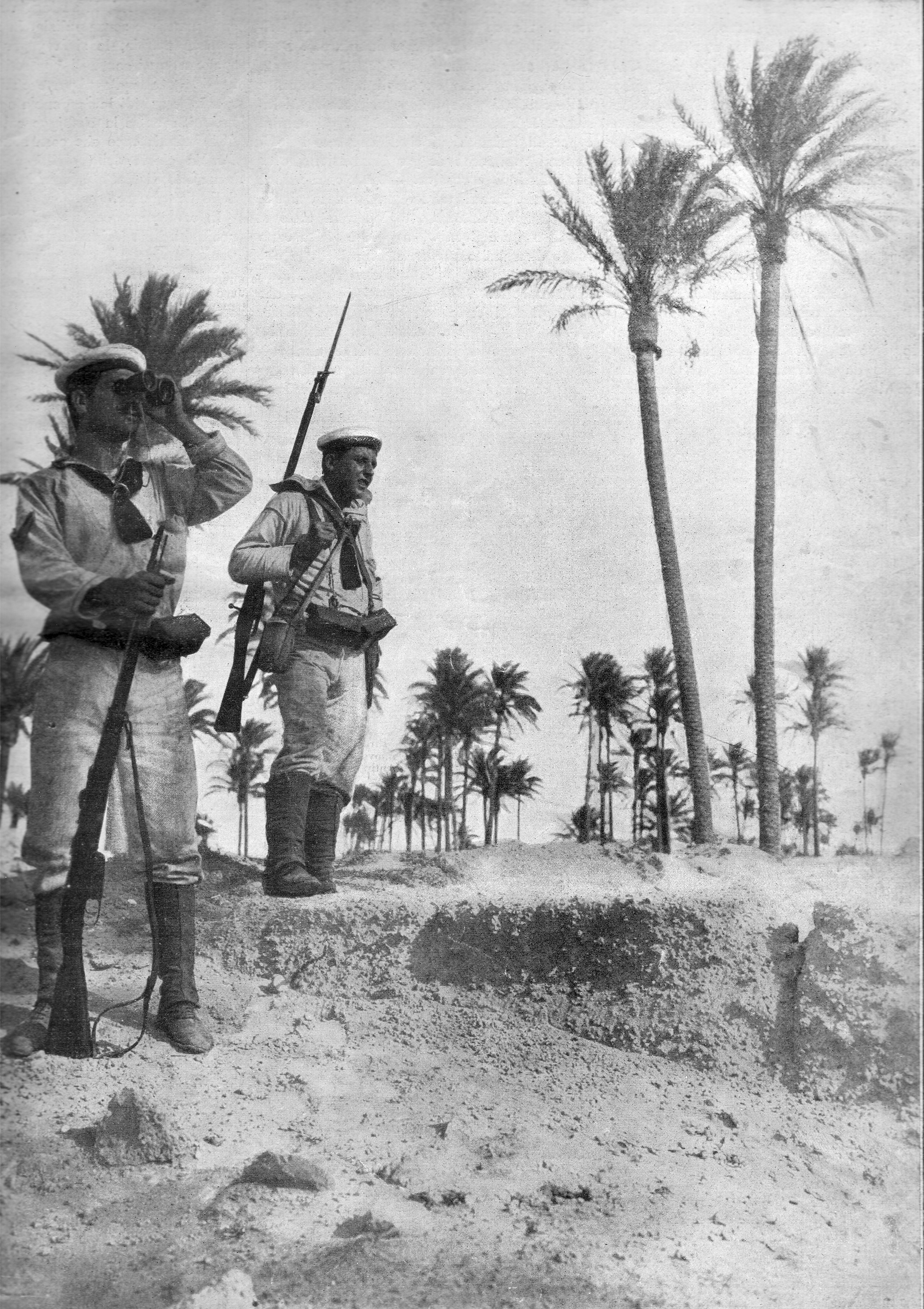
Reparti da sbarco della Regia marina in Libia nel 1911

Nel 1911 i reparti di fanteria di marina furono schierati in Grecia, attaccando dalle torpediniere nella baia di Prevesa, ed in Libia, con l'ordine di bloccare le coste, fatto che diede inizio al conflitto italo-turco. I 1605 uomini della fanteria del mare sbarcarono nei pressi di Tripoli al comando del capitano di vascello Umberto Cagni, dopo che la città era stata colpita da un fuoco di artiglieria navale.
Furono presi i principali porti dell'area. Il 4 ottobre 1911 fu conquistata Tobruch, il giorno successivo Tripoli, il 18 ottobre Derna. Bengasi seguì dopo due soli giorni, e Homs il giorno subito dopo. Finita la serie di conquiste, pagate a caro prezzo, il battaglione fu rilevato dalle forze del Regio Esercito, che proseguirono la conquista dell'area.

### Prima guerra mondiale
Nel 1915 fu costituita in via non ufficiale la "Brigata Marina", un corpo composto da un reggimento di tre battaglioni di fucilieri (poi aumentati a cinque), e da un'unità di artiglieria. La Brigata non era costituita ufficialmente, per cui non era dotata di bandiera di combattimento. Già nel giugno di quell'anno una compagnia di marina teneva la città di Grado, mentre il «Gruppo Amalfi» (255 uomini scelti tra i superstiti dell'incrociatore Amalfi, affondato da un sommergibile austriaco il 7 luglio 1915) affiancava bersaglieri e fanteria dell'XI Corpo d'armata schierato sul Carso.
Nell'ottobre 1915 fu costituito il primo nucleo delle rinnovate forze di Marina, un gruppo di 100 pezzi d'artiglieria di calibro misto chiamato "Raggruppamento Artiglieria Marina", e facente parte formalmente del VII Corpo d'armata. Durante la prima guerra mondiale, le truppe a Grado vennero rinforzate nel 1916 a mille uomini, costituendo 4 reparti che avrebbero dovuto rilevare i reparti dell'Esercito e della Guardia di Finanza richiamati al fronte. Il 5 novembre 1917, dopo Caporetto, la Marina costituì una compagnia di fucilieri di marina per controllare Cortellazzo, la laguna veneta e Venezia.
La Brigata fu impegnata nella difesa di Venezia, città che subì diversi attacchi dagli austriaci con assalti via mare e via terra. Vista l'importanza strategica della città, e il grande pericolo che correva, vennero raccolti alla difesa tutti i marinai distaccati nella zona di Venezia, per costituire una brigata di fucilieri di marina, che mantenne il nome di "Brigata Marina". Tre battaglioni di fucilieri (Monfalcone, Grado e Caorle) ed uno di artiglieria vennero raccolti in un reggimento, che si trovò subito ad essere impegnato in battaglia.
Dopo i primi scontri sostenuti dal Monfalcone, un quarto battaglione venne aggregato al reggimento, composto da marinai provenienti da Messina e La Spezia, col nome di Golametto. In questa occasione l'addestramento dei fucilieri, per quanto sinora svolto solo in via informale dopo lo scioglimento del reparto ufficiale, si rivelò provvidenziale e i soldati italiani ricacciarono più volte in mare i determinati soldati austriaci.

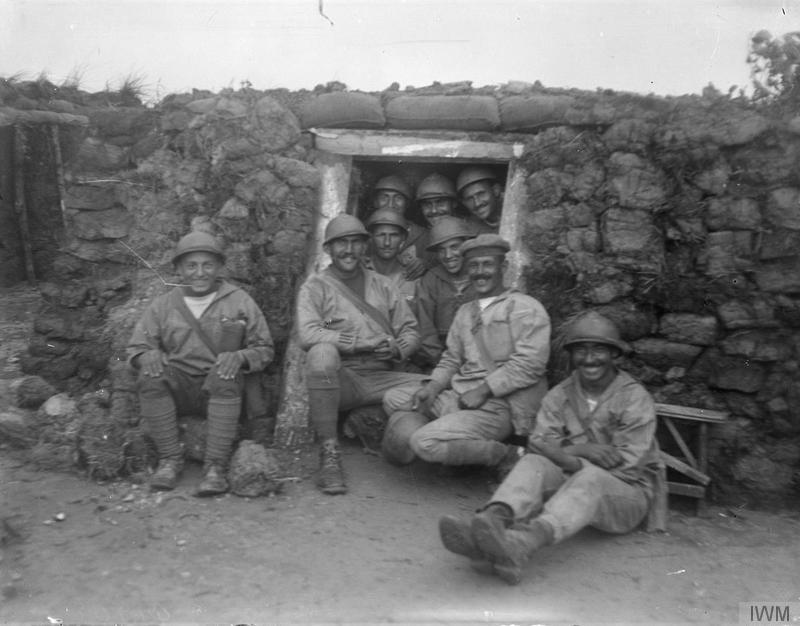
Fanti di marina sul fronte del Piave

Combatté anche sul fronte del Piave, come Reggimento Marinai sul Piave. Tra il 1917 e il 1918, sul Piave, il reggimento subì numerose perdite: 384 caduti e più di 1.500 feriti e mutilati. Il coraggio e la forza degli uomini impiegati in quelle battaglie però divenne leggendario, poiché il reggimento non ebbe alcun prigioniero né dispersi, e al contrario riuscì a catturare 1268 soldati nemici.
Queste eroiche imprese furono coronate da 584 ricompense al valore militare agli uomini del reggimento, da una croce di Cavaliere dell'Ordine Militare di Savoia e da una Medaglia d'Argento al alla Bandiera, 42 promozioni per meriti e da 19 citazioni in Bollettini del Comando Supremo. Dal 9 aprile 1918 il Monfalcone, reintitolato ad Andrea Bafile, prima medaglia d'oro del reggimento, fu dislocato sul Piave insieme a un altro battaglione, il quinto, denominato Battaglione Navi.

### Nasce ilSan Marco

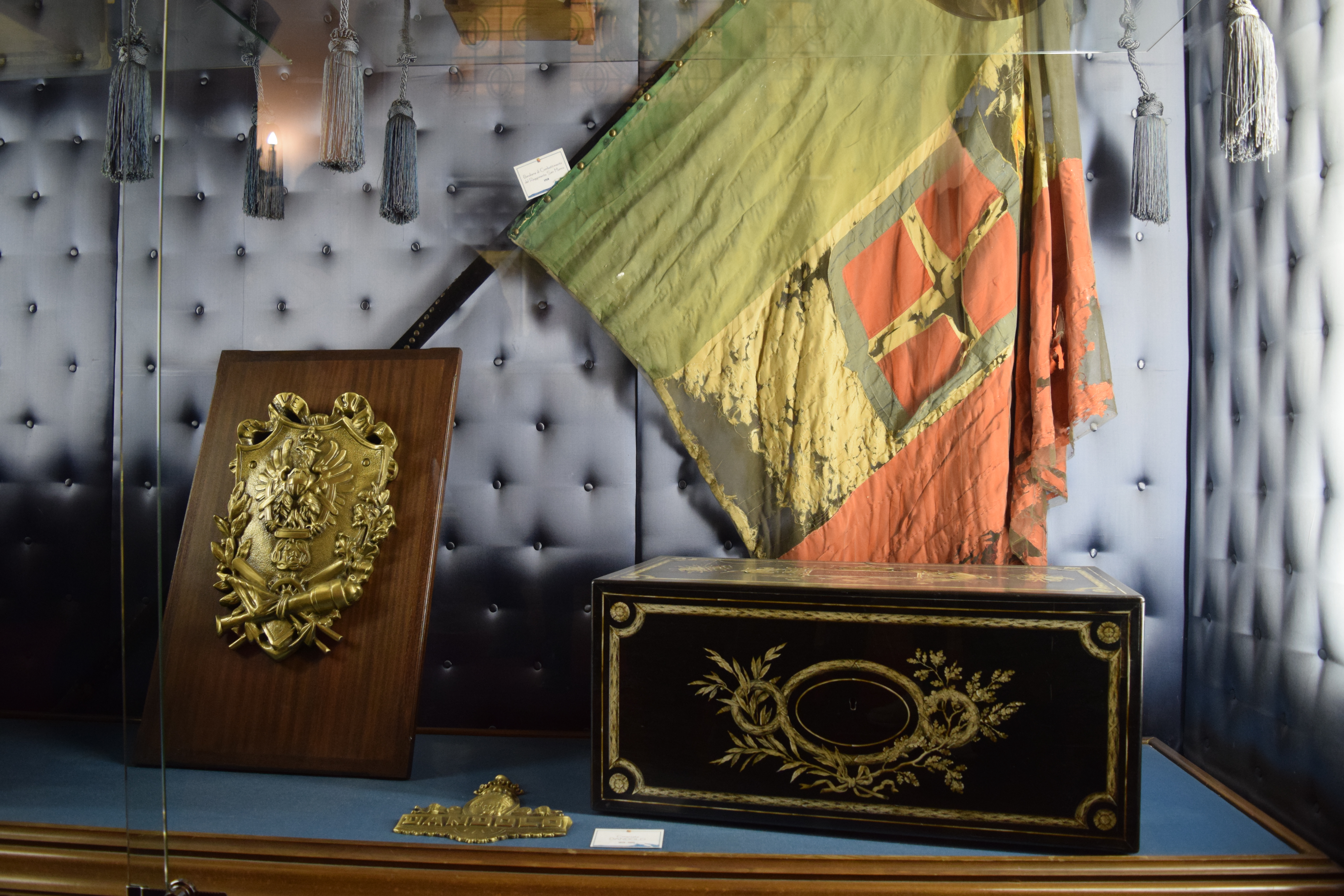
La bandiera di guerra del Reggimento San Marco conservata a Palazzo Marina a Roma

Con la fine del conflitto, furono riconosciuti i meriti della "Brigata Marina", che nel 1918 ricevette finalmente la bandiera di combattimento. A partire dal 17 marzo 1919, con decreto di Vittorio Emanuele III di Savoia, la Brigata fu costituita come "Reparto di Fanteria di Marina". Venezia, memore del valore mostrato da quegli uomini nel proprio territorio, per volontà del sindaco Filippo Grimani, donò al reggimento il nome di "San Marco" (dal 25 marzo 1919), patrono della città, ed il proprio stemma, il leone alato (dall'aprile successivo). Nacque così ufficialmente il "San Marco". Con queste parole si relazionò al Re l'udienza con la quale avvenne con decreto la nascita del Reggimento:
Allorquando, alla fine dell'anno 1917, la minaccia nemica tragicamente incombeva su Venezia, un battaglione di marinai, rapidamente costituito coi reparti che ebbero già a presidiare le città di Grado e di Monfalcone, accorse alla difesa del basso Piave.

Ben presto il battaglione, per incessanti profferte volontarie di capi e gregari, divenne reggimento e come tale ha scritta la sua pagina di storia gloriosa arrossando col migliore sangue gli acquitrini che vanno da capo Sile a Cortellazzo.

Sire.!

è storia di ieri, ma scritta con caratteri d'oro, il modo superbo con cui il reggimento marina ebbe a opporre un argine alla tracotanza avversaria superando ostacoli che parevano insormontabili tra i più grandi disagi di un terreno, dove, all'insidia del nemico, si aggiungeva quella della natura.

Sire!

Venezia "sempre memore" ha voluto e chiesto a mezzo del primo magistrato, che al fatidici nome di "San Marco" si intitolasse il Reggimento Marina, consacrando così il suo sentimento d'amore e di riconoscenza verso gli eroi che hanno protetto, colla sua esistenza, la sua bellezza immortale.

Sire!

A tale voto non ho potuto a meno di aderire e perciò che, sicuro di interpretare anche i sentimenti dell'animo della maestà vostra, sottopongo alla sua augusta firma, l'unito decreto che varrà a tramandare alla storia con il nome "San Marco" il Reggimento Marina.

Firmato: Del Bono
per copia conforme

il capo dell'Uff. Leggi e Decreti

Bozzi»

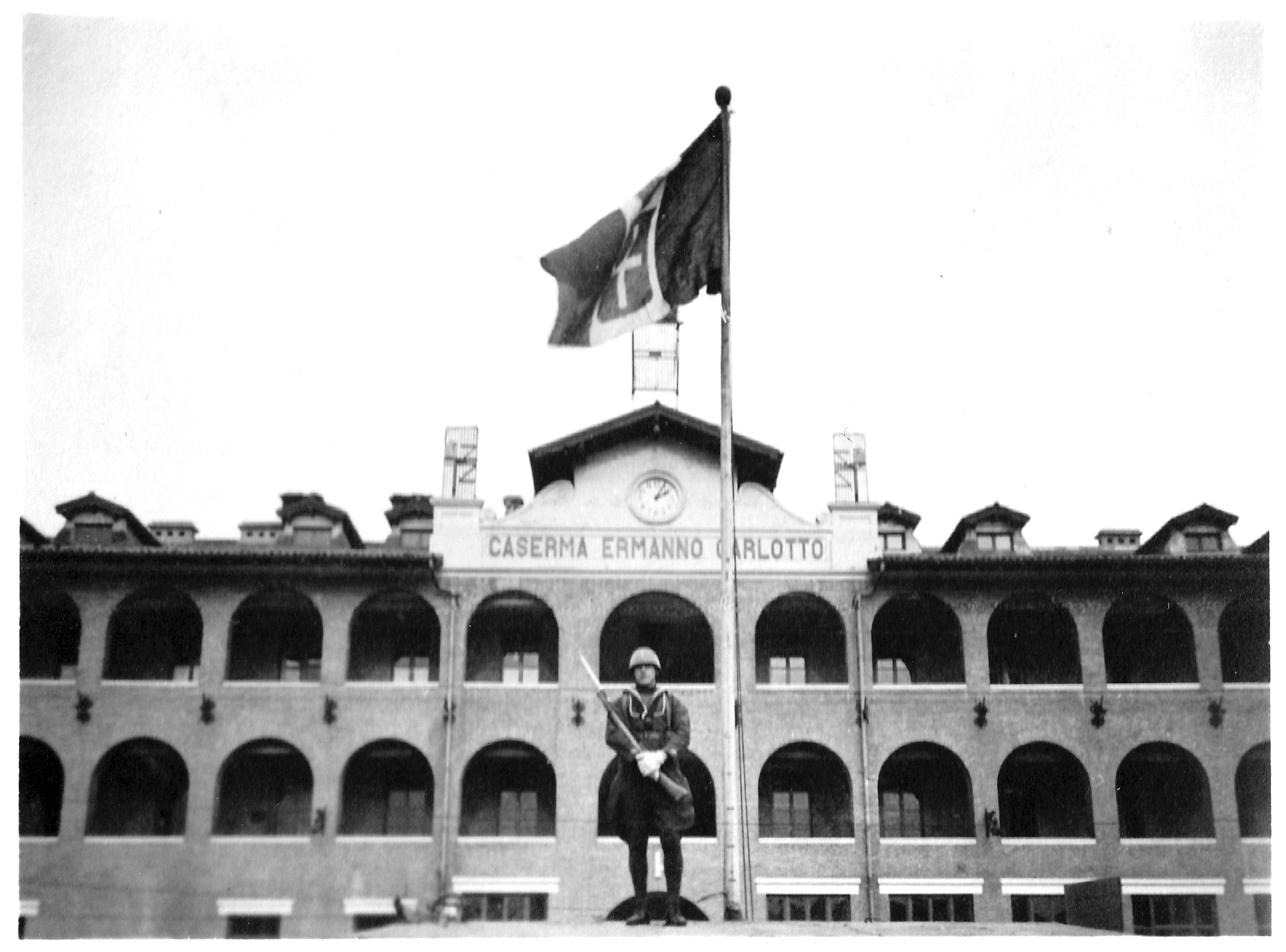
Caserma Ermanno Carlotto a Tientsin

All'inizio del 1925 il "San Marco" ritornò in Cina, a Tientsin, per tutelare il territorio in concessione ai residenti italiani, dove avevano sede numerosi interessi commerciali dello Stato nell'area orientale. I 300 fucilieri (su 1500 totali) furono ospitati nella Caserma "Carlotto", andando a costituire il "Battaglione Italiano in Cina". I soldati della concessione organizzarono persino una squadra di calcio, grazie alla presenza tra i soldati di alcuni ex giocatori: la squadra era considerata quasi al livello di una nazionale.
Nel 1936 il "San Marco" fu impegnato su diversi fronti: contro l'Impero etiopico, a Tangeri e nello sbarco in Albania (1939). Il reggimento ebbe un ruolo di primissimo piano nelle campagne coloniali italiane e nella seconda guerra mondiale, venendo impiegato sia nell'Egeo che in Africa, partecipando anche alla difesa di Tobruch.

### La seconda guerra mondiale

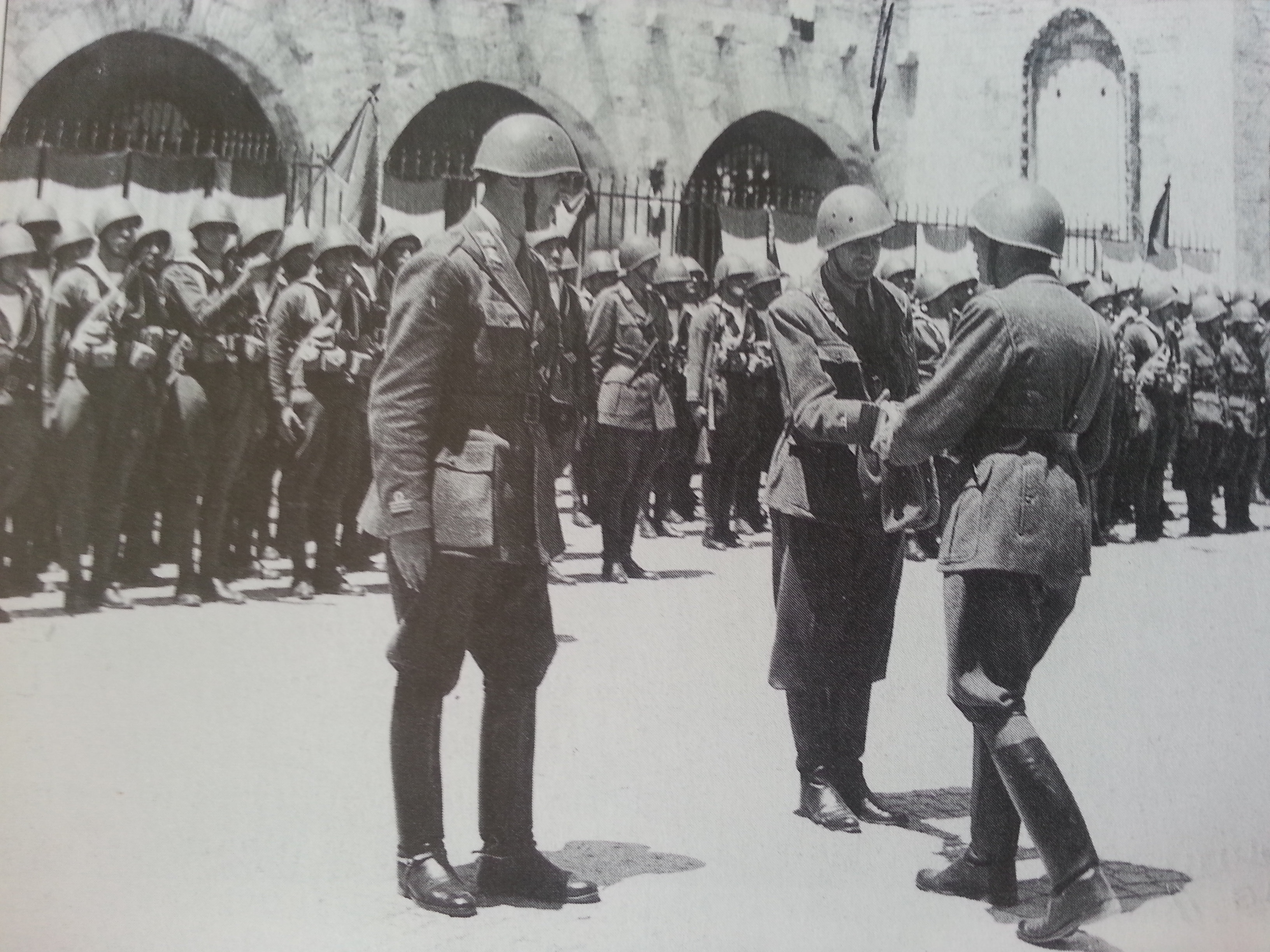
Il primo battaglione "Bafile" del "San Marco" riceve le fiamme di combattimento in vista della partenza per la Grecia (maggio 1941)

Già dal 15 agosto 1939 il reggimento fu mobilitato: il 1º settembre Hitler invase la Polonia: vennero richiamati i riservisti, il contingente cinese fu rafforzato e il grosso del San Marco venne radunato a Pola, dove venne ristrutturato dal 1940 come reggimento composto da due battaglioni ("Grado" e "Bafile").

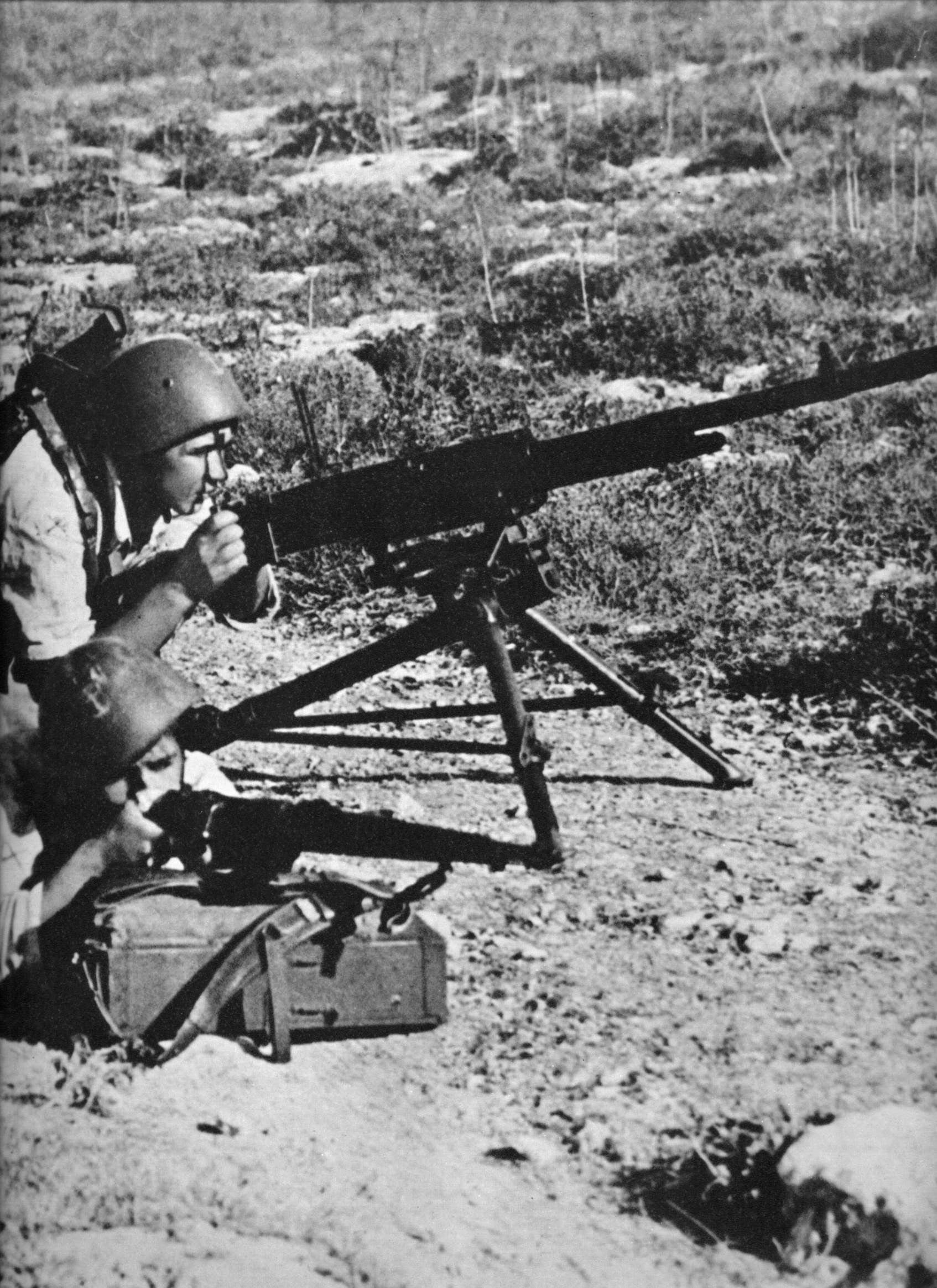
Marò combattono a Creta nel maggio 1941

Nel novembre 1942 le forze della fanteria di marina occuparono la Corsica e Tolone, nel contesto della più ampia Operazione Anton, con lo scopo di sottrarre al controllo del Governo di Vichy il sud della Francia, ed evitare di farsi trovare impreparati a seguito di un possibile cambio di fronte francese.
Durante tutta la guerra il reparto, talvolta operando abbastanza strettamente con la Xª Flottiglia MAS, fu un reparto di prima linea al servizio di Supermarina. Dal 10 gennaio 1943 il reggimento fu di nuovo riorganizzato in sette battaglioni: "Grado", "Bafile", "Tobruch", "Caorle", i classici reparti puri di fanteria da sbarco, a cui si aggiungevano i reparti speciali "Reparto Mobile MILMART - Centurione Porcelli" (artiglieria marittima), plotone "G" (genieri) e il plotone "N.P." (nuotatori-paracadutisti). Il Battaglione "Bafile" non era l'originale del 1918: dopo la battaglia di Tobruch il "Bafile", che si era particolarmente distinto in combattimento contro gli inglesi, fu rinominato per l'appunto "Tobruch", e il nome fu ripreso per un nuovo battaglione costituito nel 1942.

#### In Tunisia
Nella notte del 17 novembre 1942 il San Marco lasciò la Libia per attestarsi in Tunisia. Si concluse così la campagna di Libia, alla quale aveva partecipato per 14 mesi ed aveva lasciato sui campi di battaglia il 12% delle sue forze. Per via di questa sconfitta saltò nel novembre 1942 la prevista conquista di Malta, che avrebbe visto il San Marco impegnato con la Forza Navale Speciale, insieme ai paracadutisti della Folgore e ai battaglioni da sbarco della MVSN.
Le forze del reggimento, rimaste compatte e schierate, furono le ultime ad arrendersi nella campagna di Tunisia. Il 6 aprile il Reggimento combatté duramente nella battaglia di Wadi Akarit.
La bandiera del reggimento "San Marco" fu una delle ultime bandiere militare dell'Asse ad abbassarsi in Africa, a Biserta, il 9 maggio 1943, due giorni dopo la resa dell'Heeresgruppe Afrika di Hans-Jürgen von Arnim. Il generale tedesco von Armin, successore di Rommel a capo dell'Afrika Korps, affermò che il San Marco aveva i migliori soldati che avesse mai comandato in Tunisia.

### Dopo l'armistizio

#### Nella Regia Marina durante la cobelligeranza
I reparti rimasti in forze nel Regno d'Italia furono ricostituiti nel gennaio 1944 come Reggimento Marina "San Marco", facente parte della Marina Cobelligerante Italiana. Essi furono inseriti nella II Brigata del Corpo Italiano di Liberazione, combattendo sul fronte di Cassino, operando anche unitamente con gli americani dell'OSS MU (Maritime Unit) per alcune missioni nelle retrovie nemiche della Linea Gotica (Operation Packard), fino ad essere congiunti a partire dal 24 settembre 1944 nel Gruppo di Combattimento Folgore. Furono insigniti dell'onore di entrare per primi nella città di Venezia liberata. Un reparto di "Nuotatori paracadutisti" operò con Mariassalto.
Alla fine delle ostilità, le forze da sbarco della Marina ricevettero la medaglia d'oro al valore militare, per l'eroismo mostrato in azione.
La parte del reggimento rimasta in Cina dopo l'8 settembre 1943 ricevette l'ordine da Roma di affondare le unità navali, distruggere gli archivi ed arrendersi. La caserma venne circondata da soldati Giapponesi: caduta la difesa, gli uomini del reggimento vennero in gran parte internati in Manciuria, salvo coloro che decisero di collaborare con i Giapponesi e che furono mandati a lavorare nei cantieri navali. Molti di coloro che non accettarono la collaborazione risultarono dispersi, alla fine del conflitto.

#### Nella RSI alleata della Germania

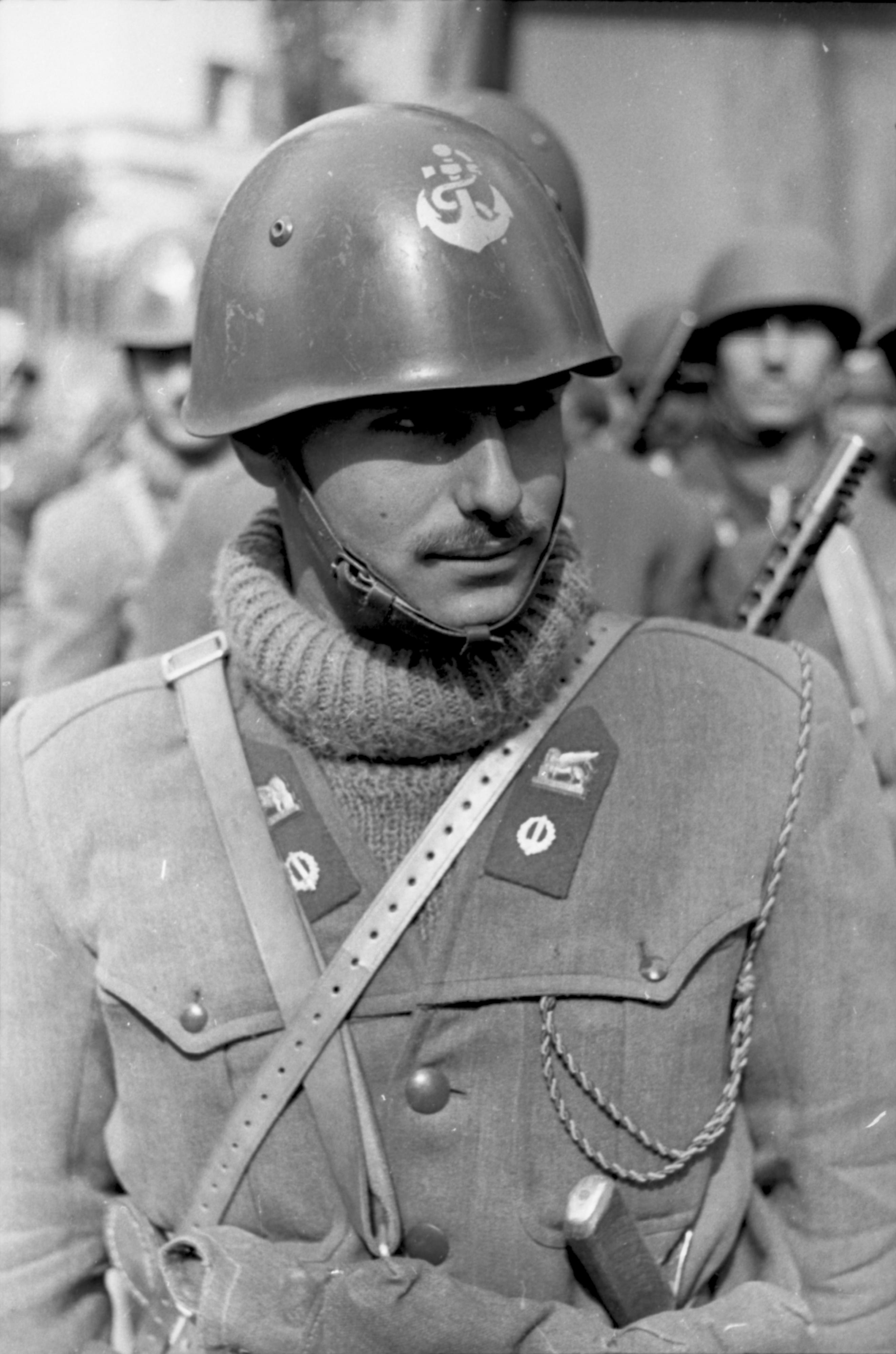
Marzo 1944: Marò del 3º reggimento San Marco della RSI.

Nella Repubblica Sociale Italiana fu istituito il 3º Reggimento "San Marco" inquadrato nella Marina Nazionale Repubblicana, sciolto nel maggio 1944 nella Divisione fanteria di marina Xª.
La 3ª Divisione granatieri, formata il 1º dicembre 1943 nel campo di addestramento di Grafenwöhr in Germania, venne rinominata il 20 aprile 1944 come 3ª Divisione di fanteria di marina "San Marco". Era formata con personale dell'ex Regio Esercito reclutato tra quelli internati in Germania dopo il Proclama Badoglio dell'8 settembre 1943 e da personale reclutato in Italia nel marzo-aprile 1944. A differenza del Reggimento "San Marco", che dipendeva dalla Regia Marina, la Divisione "San Marco" era parte dell'Esercito Nazionale Repubblicano, ed il suo unico labile collegamento con il "San Marco" originario era la presenza nelle sue file di circa un centinaio di volontari provenienti dal disciolto Battaglione "Caorle".
Duramente addestrata da ufficiali italiani con supervisione germanica fino al luglio dello stesso anno, essa andò a costituire una delle quattro divisioni di cui era composto l'esercito della Repubblica Sociale Italiana, assieme alla "Italia", la "Littorio" e la "Monterosa". Dopo la consegna della bandiera del reggimento (18 luglio 1944), la divisione tornò in Italia via ferrovia in agosto e fu in gran parte schierata in Liguria per contrastare un possibile sbarco alleato.
Solo due battaglioni della Divisione "San Marco" vennero impiegati sul fronte della Linea Gotica: il II Battaglione del 6º Reggimento (Battaglione "Uccelli"), distaccato dall'ottobre 1944 in Garfagnana assieme al Gruppo Tattico della Divisione alpina "Monterosa" e il III Battaglione del 5º Reggimento (Battaglione "Blotto"), impiegato presso il Passo dell'Abetone dalla fine di gennaio 1945, in seno alla 232 Infanterie Division tedesca. Il Battaglione Uccelli rientrerà alle dipendenze della Divisione San Marco alla fine di marzo 1945, partecipando tra l'altro all'Operazione Wintergewitter, mentre il Blotto si ritirerà lungo la via Giardini solo dopo lo sfondamento della Linea Gotica. In particolare, i marò del Nucleo Diamanti (S.ten Diamanti), furono gli ultimi a lasciare il Passo, fornendo copertura alle truppe in ritirata. Il 23 aprile 1945 la Divisione iniziò il ripiegamento, conclusosi il 30 aprile sul Ticino, come da ordine ricevuto dal Maresciallo Rodolfo Graziani.

### La riorganizzazione nel dopoguerra

#### L'unità interforze
Nell'immediato dopoguerra (1951) i Fucilieri di Marina vennero riuniti ai neocostituiti Lagunari nell'unità interforze Esercito-Marina denominata Settore Forze Lagunari, e stanziati a Villa Vicentina, presso Udine. Il Settore Forze Lagunari era composto da due battaglioni, il Piave e il Marghera: i "marò" del San Marco costituivano la compagnia anfibia, i lagunari dell'esercito la compagnia autoportata. Nel novembre dello stesso anno l'unità fu di nuovo in prima linea, questa volta in una missione di pace: gli uomini del San Marco furono tra i primi a prestare soccorso agli alluvionati del Polesine.
Nel 1956 il Battaglione San Marco venne sciolto. La componente dell'esercito a partire dal 1º luglio 1957 venne riorganizzata nel Battaglione Isonzo, un'unità meccanizzata (di cui un gruppo su tre anfibio) unita dopo soli due mesi nel Raggruppamento Lagunare con i battaglioni anfibi Marghera e Piave. Dal primo luglio dell'anno successivo il raggruppamento divenne Reparto Lagunare Appoggio, gettando le basi per la prossima costituzione del Reggimento Lagunari Serenissima.

#### La ricostituzione del battaglione
Alla caserma "Andrea Bafile" di Villa Vicentina dove aveva sede il Battaglione Isonzo, la Marina Militare inviò il personale di leva reclutato ed assegnato al gruppo 13º della Marina Militare (i marò del Battaglione San Marco) fino al secondo contingente 1963.
I vertici della Marina decisero di ricostituire il San Marco come battaglione nel 1964 e ricevette la bandiera di combattimento il 10 giugno 1965. La base venne trasferita a Taranto, presso i Baraccamenti Cugini; dal luglio 1971 fu spostata nel castello di Brindisi, all'interno della Stazione Navale, venendo raggruppato con la III Divisione navale, insieme a tutte le altre unità anfibie della Marina.

### Le missioni all'estero
Nel 1982 il "San Marco" fu riorganizzato dallo Stato maggiore della Marina, strutturandolo su un Gruppo Operativo, articolato su due compagnie di 150 uomini ciascuna, un Gruppo Scuole ed una serie di servizi (per complessive 600 unità), e tornò a essere mandato all'estero, in Libano, in missione di pace Unifil, per proteggere i profughi palestinesi, dove perse in azione un suo operativo, Filippo Montesi. Nel 1987 il San Marco fu presente nel Golfo Persico. Il conflitto Iran-Iraq si era esteso alle rotte commerciali del Golfo, arrivando a minacciare gli interessi commerciali dei paesi occidentali. Gli Iraniani accusarono Arabia Saudita e Stati Uniti di supportare militarmente l'Iraq, e cominciarono a colpire le navi occidentali in transito.
L'Italia inizialmente non partecipò alla forza multinazionale ONU, salvo poi essere spinta ad intervenire il 3 agosto successivo dopo l'assalto iraniano alla nave italiana Jolly Rubino. Il 1991 vide il battaglione impegnato in ruoli di supporto nella guerra del Golfo, mentre nei due anni successivi fu presente in Somalia nella fallimentare operazione congiunta Restore Hope. Oltre a queste missioni, il San Marco è stato presente in Kossovo, Albania e in Eritrea come deterrente durante la guerra con l'Etiopia.

### Il reggimento
Il San Marco, dal 1991 tornato reggimento, da quella data è stanziato a Brindisi in una caserma intitolata a Ermanno Carlotto, l'eroe dell'impresa cinese, costruita appositamente in contrada Brancasi. La caserma è dotata di un'area di addestramento presso le Isole Pedagne, vicino a Brindisi. In virtù della molteplicità di competenze raccolte, è in grado di operare con autonomia in combattimento, sia in missioni di combattimento che nelle moderne missioni di peacekeeping.
Nel 1995 viene costituito il "Raggruppamento anfibio San Marco (GRUPANF)", della consistenza di due reggimenti, e la denominazione originaria di “San Marco” viene riferita all’originario Gruppo operativo.
A partire dal 16 settembre 1996 è entrato a far parte della SILF (Spanish Italian Landing Force), una forza da sbarco congiunta italo-spagnola, attivata il 23 novembre successivo e destinata ad operare nei teatri di combattimento internazionali per conto della NATO. Il SILF è strutturato in forma di Brigata anfibia, composta da due reggimenti di manovra uno dei quali è il San Marco.

### La forza da sbarco
Dal 1º ottobre 1999 il reggimento è stato inquadrato nella "Forza da sbarco della Marina Militare", che ha consistenza di una Brigata, suddivisa in due Reggimenti, il "San Marco" e il "Carlotto" e in un Gruppo mezzi da sbarco, al comando di un contrammiraglio, di stanza a Brindisi.

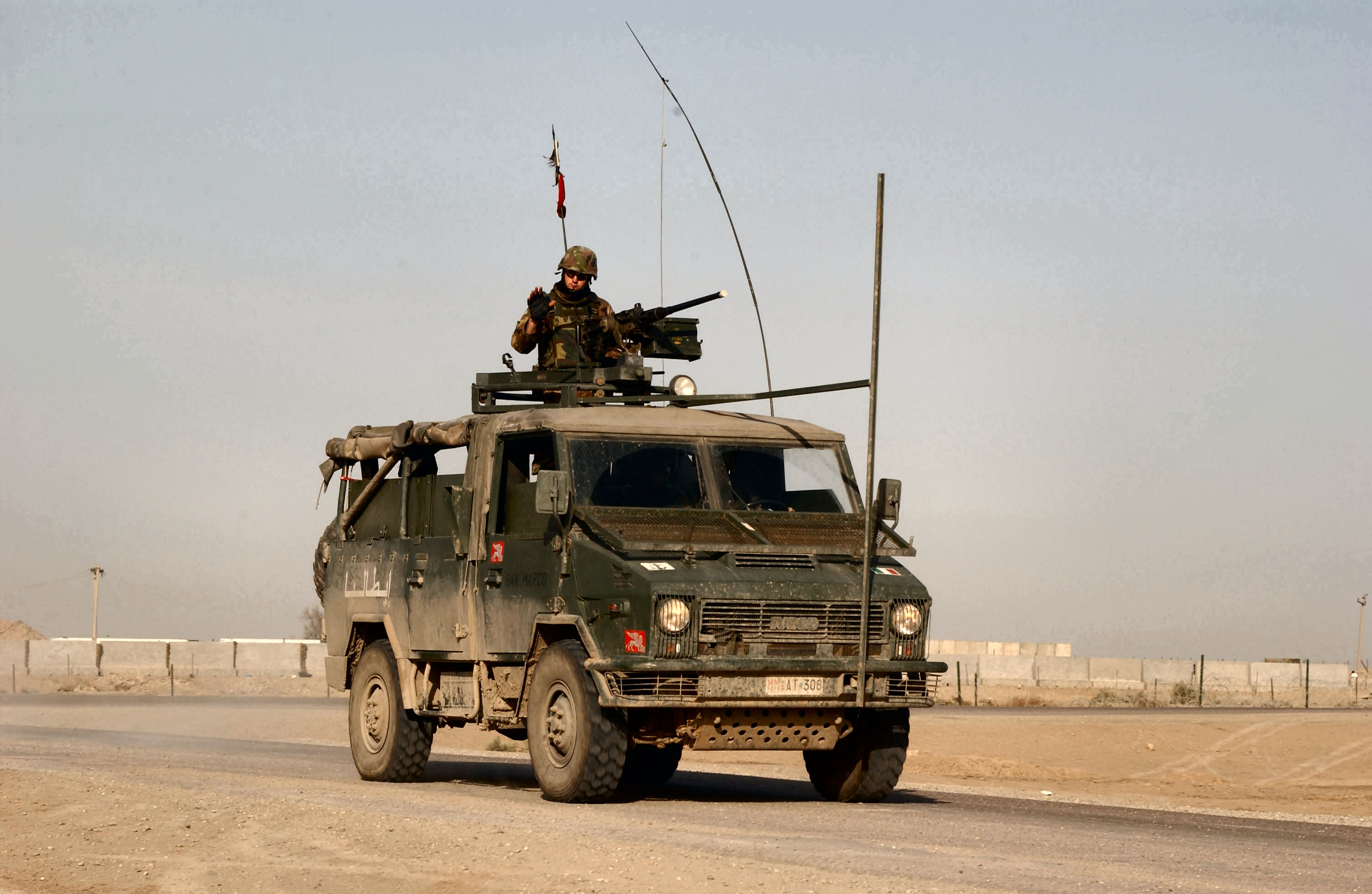
Mezzo del San Marco in Iraq

La Forza da sbarco, forte di 2100 uomini, è comandata da un contrammiraglio: il San Marco e il Carlotto sono a loro volta comandati ciascuno da un capitano di vascello. Negli anni 2000, la forza da sbarco ha partecipato, in stretta collaborazione con l'Esercito Italiano, nelle missioni in Afghanistan ed in Iraq, e come forza d'entrata (in collaborazione con il Reggimento lagunari dell'Esercito) in Libano nella missione a mandato ONU UNIFIL 2, inquadrata dal 2007 nella Forza di proiezione dal mare.

### 1º Reggimento della Brigata
Dal 1º marzo 2013 con la riconfigurazione della Forza da sbarco nella Brigata marina "San Marco", il reggimento è divenuto il "1º Reggimento "San Marco", assumendo le funzioni più operative della intera forza da sbarco. È dotato di alta flessibilità operativa e autonomia logistica.
È il tenutario della bandiera di guerra dell'allora Battaglione San Marco e della bandiera colonnella. Diviene l'unico reparto suddiviso su tre battaglioni: operativo, combat support e combat service support.
Nel 2015 un'ulteriore ristrutturazione, per permettere di suddividere la componente operativa del reggimento fra due differenti missioni, con la nascita di un secondo reparto d'assalto, il battaglione Venezia, e la soppressione del battaglione Combat support.

## L'organizzazione
Il 1º Reggimento "San Marco" è comandato da un Capitano di Vascello ed è così organizzato:
- Reparto Comando
- Battaglione Assalto "Grado"
  - 1ª compagnia Assalto "Bafile"
  - 2ª compagnia Assalto "Tobruk"
  - Compagnia armi di supporto
- Battaglione Assalto "Venezia"
  - 3ª compagnia Assalto "An Nassiriya"
  - 4ª compagnia Assalto "Monfalcone"
  - Compagnia armi di supporto
- Battaglione Combat Service Support “Golametto” - sovrintende alla logistica di aderenza “in prima linea” 
  - Compagnia logistica
  - Compagnia trasporti tattici
  - Compagnia sanità
- Compagnia Nuotatori Paracadutisti NP (Unità di coronamento per Operazioni speciali TIER 3).
- Compagnia Comunicazioni

## LaBrigata San Marco
La forza da sbarco della Marina Militare, dal 1º marzo 2013 è stata rinominata Brigata marina "San Marco", sempre con sede a Brindisi, ma basata su tre Reggimenti, e ammonta complessivamente a circa 3.800 marinai.
Il 1º Reggimento ne è divenuta la componente operativa.
La Brigata è retta da un Contrammiraglio, che dipende direttamente dal Comandante in Capo della Squadra Navale. È inquadrata nell'Unità Anfibia Interforze Forza di proiezione dal mare, al cui vertice è lo stesso Comandante della Brigata Marina San Marco.

## Modalità di impiego
Il 1º Reggimento "San Marco" è l'Unità da combattimento destinata agli sbarchi anfibi e costituisce il fulcro della Forza da sbarco italiana della Forza di proiezione dal mare.
Il Reggimento opera normalmente nei seguenti Teatri Operativi come testimoniato dalle Operazioni effettuate:
- Litoranei costieri, forza anfibia (Libano)
- Montagna, territori montuosi (Kosovo, addestramento nel Nevada (USA))
- Territori particolarmente freddi, montagna
- Deserto o territori aridi (Afghanistan, Iraq)
- Territori anfibi, giungla (addestramento in Africa Centrale)

Il 1º Reggimento "San Marco" è l'unico Reparto italiano ed uno dei pochi Reparti europei a poter condurre simultaneamente ed indipendentemente (senza l'intervento di altri Reparti) azioni via mare (come lo sbarco), via terra (come attacchi meccanizzati e di artiglieria) e via aerea (come Truppe Aviotrasportate, grazie agli elicotteri in dotazione al Reparto Eliassalto).

### L'addestramento
Gli Operativi del San Marco sono scelti tra i VFP4 o gli Allievi della Scuola Sottufficiali della Marina Militare di Taranto. Dopo un periodo di incorporamento di due settimane, vi è un primo Corso di 4-5 settimane per la selezione degli idonei, che vengono inviati alla Caserma Carlotto per il corso gestito dal Battaglione Scuole Caorle. L'addestramento prevede una prima fase di otto settimane per l'addestramento fisico, e una seconda di 12 settimane che comprende i Corsi Tecnici. In questa seconda fase le Reclute vengono addestrate alle varie attività peculiari tra cui: attività di condizionamento fisico ed arti marziali, periodi di lezione e conferenze, addestramento anfibio, esercitazione elicotteristica e su parete rocciosa, impiego di armi individuali e di Reparto in dotazione alla Forza da Sbarco, combattimento terrestre diurno e notturno, topografia, dottrina anfibia, attività anti-NBC e altre esercitazioni complesse. Durante l'addestramento i selezionati ricevono varie specializzazioni come mortaista, missilista, assaltatore e pioniere.
Gli idonei, prima di essere impiegati in operazioni effettive, devono partecipare a due esercitazioni su scala nazionale o NATO. Gli Ufficiali sono reclutati dai Corsi Normali e Speciali del Corpo di Stato Maggiore dell'Accademia Navale: per i Ruoli Normali si chiede al 4º anno di voler prendere la qualificazione anfibia. Terminati gli studi in Accademia, previa visita medica (che si ricorda, fanno anche i Volontari e i Sottufficiali), si viene inviati a Brindisi per un anno, ultimando la preparazione per un ulteriore anno negli USA, a Quantico Marines Base (Virginia) con i Marines degli Stati Uniti o con i Royal Marines.
L'addestramento degli Ufficiali e dei Sottufficiali, in Italia e negli USA, è uno dei più duri tra le forze convenzionali delle Forze Armate Italiane.

## Mezzi ed equipaggiamenti

### Armamento
- Beretta 92FS (pistola semiautomatica 9mm)
- Beretta ARX160 (fucile d'assalto 5.56 mm)
- Heckler & Koch MP5A3 (pistola mitragliatrice 9mm)
- Beretta SC 70/90 (fucile d'assalto 5.56 mm)
- Colt M4 (fucile d'assalto 5.56 mm)
- FN Minimi (mitragliatrice di squadra 5.56 mm)
- Beretta MG 42/59 (mitragliatrice di squadra 7.62 mm)
- Browning M2 (mitragliatrice pesante 12.7mm)
- Panzerfaust 3 (lanciarazzi)
- MILAN (sistema c/c a media gittata)
- BGM-71 TOW2 (sistema c/c a lunga gittata)
- FIM-92 Stinger (sistema antiaereo)
- Heckler & Koch MSG-90 (fucile di precisione 7.62 mm)
- Accuracy International Arctic Warfare (fucile di precisione 7.62 mm)
- Barrett M82 (fucile di precisione antimateriali 12.7mm)
- McMillan M-87 (fucile di precisione antimateriali 12.7mm)
- Mortaio Breda 81 mm (mortaio 81 mm)
- Mortaio Thomson 120-RT (mortaio rigato 120 mm)

### Veicoli
Leggeri
- Iveco VM 90 Torpedo - trasporto truppe

Corazzati
- VCC-1/VCC-2 - trasporto truppe
- M-106 portamortaio
- Iveco VTLM Lince Veicolo Tattico Leggero Multiruolo
- Astra SM 44.31 ACTL - AutoCarro tattico

Anfibi
- Arisgator - mezzo anfibio trasporto truppe (dismesso)
- AAV-7A1 - veicolo cingolato anfibio per il trasporto truppe

Aviazione
- Sikorsky SH3D Sea King (dismesso)
- Agusta-Bell AB 212
- AgustaWestland EH-101 ASH / TTH
- NH Industries NH 90 TTH (In futuro)

Mezzi nautici
- LCM
- Mototrasporti personale
- LPD classe San Giorgio e classe San Giusto

## Inno
L'Inno a San Marco, è l'inno delle Fanterie di Marina italiane, a partire dagli anni '30 del XX secolo. Il testo della canzone fu scritto da Mario Roselli Cecconi e musicato da Luigi Musso. L'inno venne presentato a S.A.R. il Duca D'Aosta come Marcia del Reggimento Marinai sul Piave e pubblicato originariamente con il titolo "Le Camicie Grigie", venne poi conosciuto e diffuso come "Inno del reggimento Marina "San Marco" dal 1932.

## Onorificenze alla bandiera
La bandiera di guerra del reggimento è stata insignita delle seguenti decorazioni: